# Kincses sziget (film, 1990)
A Kincses sziget (eredeti cím: Treasure Island) 1990-ben bemutatott brit-amerikai, történelmi kalandfilm, ami Robert Louis Stevenson 1883-as regénye, A kincses sziget alapján készült.

## Cselekménye
Egy angol tengerparti fogadóba, a Benbow admirálisba egy tengerész érkezik, Billy Bones (Oliver Reed), aki kapitánynak szólíttatja magát. A fogadósné fiát, Jim Hawkinst (Christian Bale) megkéri, hogy azonnal szóljon neki, ha egy féllábú tengerész arrafelé vetődik, és ő maga minden nap a tengert fürkészi a távcsövével. Egyik nap egy tengerész, majd egy vak ember érkezik a fogadóhoz, a kapitánnyal láthatóan ismerik egymást. A vaktól egy feketére festett papírt kap, aminek a hátulján „este 10-kor” felirat van. Billy Bones azonban a felirat átvétele után annyira rosszul lesz, hogy nemsokára meghal. Jim és anyja a szobájába mennek, hogy a ládájából magukhoz vegyék azt az összeget, amivel a szállás és ellátás miatt tartozott. Nem sokkal később megérkeznek a tengerészek, akik meg akarták ölni a „kapitány”-t. Jim és anyja az ablakon keresztül menekülnek. Jim magához vesz egy lapos csomagot, ami a ládában volt. Ezt elviszi az orvoshoz, Dr Livesey-hez (Julian Glover), aki Squire Trelawney-hez fordul (Richard Johnson) ekkor kiderül, hogy Flint kalózkapitány kincses térképe az.
Squire Trelawney, aki gazdag ember, két héten belül összeszedi a szükséges felszerelést és személyzetet bérel, köztük van Long John Silver, a féllábú szakács (Charlton Heston). A háromárbócos Hispaniola elindul Bristolból a Karib-tenger felé. A hajón Trelawney a „tengernagy”, Dr Livesey a hajóorvos, Jim Hawkins pedig a hajósinas.
Smollet kapitány, a hajó parancsnoka figyelmezteti őket, hogy a személyzet megbízhatatlan, ezért javasolja a fegyverek és a puskapor átrakását, hogy a tengerészek ne férjenek hozzá.
Útközben Jim Hawkins mindent elsajátít a hajó irányításával kapcsolatban. Egyszer Trelawney megkéri, hogy vigyen neki egy almát. Jim belemászik a hordóba, mivel már alig van benne alma. Közben belép a féllábú Long John, és dicsekedni kezd egy fiatal matróznak, Dicknek az addigi tetteivel Flint kapitány alatt, akinek emberei most is a hajón vannak, és a jussukat akarják, csak a megfelelő pillanatra várnak, amit ő fog jelezni nekik.
A hajó megérkezik a kincses szigethez. A személyzet nagy része partra száll, és addig elrejtett fegyvereket is magukkal visznek. Mivel megbíznak benne, Jim is velük tart, de amint partot térnek, Jim elszalad. Hamarosan egy három éve kirakott tengerésszel találkozik, Ben Gunn-nal (Nicholas Amer), aki Flint kapitány alatt szolgált, de John Silvert még nála is gonoszabbnak tartja. A hajón maradt tengerészek támadást intéznek a tisztek ellen, ők azonban már számítottak erre és visszaverik őket.
A doktor és Hunter is a partra mennek egy másik csónakban és egy üres, fából készült kunyhót találnak. Itt friss víz is van, ami rendkívüli fontosságú, mert a többi víz a legénységnél van. Ezért a tisztek néhány segítővel kieveznek a partra és a kunyhóban rendezkednek be. Mielőtt azonban odaérnének, Silver emberei rájuk lőnek. Jim szövetségest talál Ben Gunn-ben és a többiekhez megy, a kunyhóba.
A kalózok táborába éjjel belopózott valaki, mert egyiküket reggel átvágott torokkal találják. A dolog Silvert is meglepi, ezért felmegy a kunyhóhoz, és egyezséget ajánl a tiszteknek: ha odaadják neki a térképet, felszállhatnak majd a hajóra, ha berakodták a kincset. Smollet kapitány ezt nem fogadja el, az ő ajánlata az, hogy ha egyenként, fegyvertelenül feljönnek, vasra verve visszaszállítja őket Angliába, és bíróság elé állítja őket. Smollet tudja, hogy a matrózok egyedül nem tudják elvezetni a hajót és a kincset sem találják meg a térkép nélkül. Az egyezség így nem jön létre.
Silver és emberei egy ágyút vontatnak fel, amivel lőni kezdik a kunyhót, majd megrohamozzák. A rohamot visszaverik, de az ágyúzás folytatódik, ezért Smollet és Hunter fel akarják robbantani az ágyút egy kis hordó lőporral, aminek kanócát meggyújtva kirohannak a kunyhóból. Egy robbanásban Smollet megsérül, így Hunter felkapja a hordót és a kalózok ágyújához hajítja, a lőpor felrobban és az ágyú megsemmisül. A roham abbamarad, a kalózok visszavonulnak.
Éjszaka Jim kilopózik a kunyhóból és a Ben Gunn által elrejtett csónakkal a Hispaniolához evez. A hajón éppen két matróz összecsapásának tanúja, akik késsel esnek egymásnak, egyikük meghal. Israel Hands életben marad, de a bal combjára szúrt sebet kapott. Jim elvágja hajó horgonyának vastag kötelét, majd Hands segítségével elvezeti a hajót a sziget északi homokos öblébe, ahol kifuttatja a partra. Hands rátámad Jimre, aki a köteleken felmászva menekül, mivel két pisztolyával nem tudja lelőni Hands-et. Fent gyorsan megtölti a két pisztolyt, és rálő a késsel rátámadó Hands-et, aki a tengerbe zuhan és meghal.
Jim visszatér a kunyhóhoz, de ott Silvert és embereit találja. Silver felajánlja neki, hogy álljon közéjük, és elmondja neki, hogy a tisztek elmentek, amikor eltűnt a hajó és átadták nekik a kunyhót. Jim viszont azt mondja Silvernek, hogy az ő tervük összeomlott: nincs hajó, amivel elmehetnének, és nincs meg a kincs. Eldicsekszik vele, hogy mindez neki „köszönhető”. Felajánlja nekik, hogy tanúskodni fog mellettük, ha bíróság előtt állnak majd rablásért és gyilkosságért. A matrózok meg akarják ölni, majd a kapitányuk, Silver ellen lázadnak fel, mert elengedte a tiszteket, amikor megölhették volna őket. Silver azonban megvédi Jimet. Odaadja a matrózoknak a kincses térképet, de azok rájönnek, hogy hajó nélkül nem tudják elvinni a szigetről, ezért visszaállítják a kapitány hatalmát.
Másnap az orvos érkezik a cölöpházhoz, a betegeket gyógyítani, akiket váltóláz gyötör, mert ez az egyezség része, amit ők és Silver kötöttek. Az orvos Jimmel is beszél négyszemközt. Felajánlja neki, hogy ugorjon át a kerítésen és fusson el, Jim azonban azt mondja neki, hogy a szavát adta, ezért nem megy el. Az orvos azzal vádolja a fiút, hogy gyáván megszökött tőlük. Jim elmondja neki, hogy tudja, hol van a hajó. Az orvos ennek a hírnek igencsak megörül, hiszen a hajó megmentheti az életüket.
A megmaradt öt kalóz és Silver a kincs keresésére indulnak. Silver Jimet egy kötél végéhez erősíti, hogy ne futhasson el. Egy szurdokban a matrózok mintha Flint hangját hallanák (valószínűleg Ben Gunn utánozza). Ez a matrózokat igencsak megrémíti, mert Flint utolsó mondatait ismétli. Silver azzal biztatja őket, hogy a 700 ezer angol font értékű kincs már csak negyed mérföldre van és könnyű megtalálni. Amikor azonban odaérnek, csak egy gödröt látnak, a kincs eltűnt. A kalózok Silverre támadnának, de a dzsungelből lövések dördülnek, két kalóz meghal, kettő elmenekül, George Merry pedig karddal Silverre támad, ő azonban némi vívás után leszúrja. Az orvos, Ben Gunn és Hunter sietett a segítségükre. Ben Gunn elmondja, hogy már megtalálta a kincset a földön lévő támpont (egy csontváz) által mutatott irányt követve, kiásta és egy barlangba hordta mindet. A barlangban megtalálják a kincset, és hamarosan elindulnak hazafelé a hajóval.
Amikor Ben Gunn egyedül van a kormánynál, Silver megfenyegeti egy késsel, hogy hagyja elmenni. Ben Gunn valóban nem szól egy darabig, Silver pedig egy kis vitorlás bárkával (és egy aranyrúddal) az ellenkező irányba indul, mint a Hispaniola.
A történetet végig Jim meséli el.

## Szereposztás
| Szerep                          | Színész            | Magyar hangja (1. szinkron) | Magyar hangja (2. szinkron) |
| ------------------------------- | ------------------ | --------------------------- | --------------------------- |
| Hosszú (Long) John Silver       | Charlton Heston    | Csikos Gábor                | Sztankay István             |
| Jim Hawkins                     | Christian Bale     | Bolba Tamás                 | Halasi Dániel               |
| Billy Bones kapitány            | Oliver Reed        | Hollósi Frigyes             | Hollósi Frigyes             |
| Vak (Blind) Pew                 | Christopher Lee    | Tolnai Miklós               | Bitskey Tibor               |
| Trelawney lovag                 | Richard Johnson    | Makay Sándor                | Bács Ferenc                 |
| Dr. Livesey                     | Julian Glover      | N/A                         | Papp János                  |
| Mrs. Hawkins                    | Isla Blair         | N/A                         | Pálos Zsuzsa                |
| Alexander Smollet hajóskapitány | Clive Wood         | N/A                         | Vass Gábor                  |
| Ben Gunn                        | Nicolas Amer       | N/A                         | Harsányi Gábor              |
| Joyce                           | John Abbott        | N/A                         | Bognár Tamás                |
| Redruth                         | James Cosmo        | N/A                         | Orosz István                |
| Tom Morgan                      | James Coyle        | N/A                         | R. Kárpáti Péter            |
| Israel Hands                    | Michael Halsey     | N/A                         | Beratin Gábor               |
| Hunter                          | Michael Thoma      | N/A                         | Megyeri János               |
| George Merry                    | Pete Postlethwaite | N/A                         | Zágoni Zsolt                |
| Job Anderson                    | Robert Putt        | N/A                         | Varga Tamás                 |
| Fekete kutya (Black Dog)        | John Benfield      | N/A                         | N/A                         |
| Mr. Arrow                       | Richard Beale      | N/A                         | Palóczy Frigyes             |
| Dick                            | Steven Mackintosh  | N/A                         | Welker Gábor                |
| Ifjabb Tom                      | Brett Fancy        | N/A                         | Albert Gábor                |
| Scarface (Sebhelyesarcú)        | Bill Sloan         | N/A                         | N/A                         |

## A film készítése
A filmet a TNT tévécsatorna készítette és sugározta eredetileg. A rendező, Fraser Clarke Heston Charlton Heston fia. A filmet moziban csak az Egyesült Államokon kívül mutatták be.
Néhány filmplakát a Devil's Treasure címmel jelent meg („az ördög kincse”) a Treasure Island felirat helyett („kincses sziget”).
A film hűen követi a könyv cselekményét, sok helyen a párbeszédek a könyvből valók. A film több erőszakos jelenetet kihagyott, amik a könyvben benne voltak.
A film zenéjét Paddy Moloney szerezte, aki az ír népzenét játszó zenekar, a The Chieftains vezetője; a zenét ők adják elő. A film zenéjének egyes részletei hallhatók a zenekar Reel Music: The Filmscores című albumán.
A filmben szereplő hajó a H.M.S. Bounty.

## Forgatási helyszínek
A filmet 1989-ben olyan helyeken forgatták, mint Cornwall (Anglia), és Jamaica, a belső jeleneteket a Pinewood Studios-ban vették fel.

## Fogadtatás
Az Allmovie szerint „Charlton Heston úgy játssza Long John Silver alakját, ahogy meg van írva: hidegen számító, eszes, elbűvölő és halálos, akit soha nem lehet alábecsülni”.